# Jean Hanson
Emmeline Jean Hanson (* 14. November 1919 in Newhall, Derbyshire, England; † 10. August 1973 in London, England) war eine britische Zoologin, Biophysikerin und Hochschullehrerin. Sie war Professorin am King’s College London und ihre Forschung befasste sich mit den strukturellen Grundlagen der Muskelkontraktion.

## Leben und Werk
Hanson war das einzige Kind von Emily und Tom Hanson und besuchte die Burton-upon-Trent High School for Girls. Sie studierte ab 1938 mit einem Stipendium am Bedford College der University of London, wo sie 1941 einen Bachelor of Science in Zoologie erwarb. Da das Bedford College aufgrund des Zweiten Weltkriegs evakuiert wurde, forschte sie für zwei Jahre in der Krebsforschung an dem Strangeways Research Laboratory in Cambridge und veröffentlichte zwei Artikel über die Histogenese und Differenzierung der Säugetierepidermis. Von 1944 bis 1948 arbeitete sie als Demonstratorin in Zoologie am Bedford College und forschte zu mehreren Aspekten von Struktur und Funktion von Anneliden. Anschließend forschte sie an der von dem Physiker John Turton Randall gegründeten Biophysical Research Unit am King’s College London. Sie erforschte dort die strukturellen Grundlagen der Muskelkontraktion und promovierte 1951.
Mit einem einjährigen Stipendium der Rockefeller-Stiftung wechselte sie 1953 an das Massachusetts Institute of Technology in die Biologieabteilung des Neurologen Francis Otto Schmitt. Dort forschte sie zusammen mit Hugh Esmor Huxley und formulierte und testete die Hypothese der gleitenden Filamente der Muskelkontraktion.
Zurück in England forschte sie weiter zusammen mit Jack Lowy an den molekularen Aspekten des Muskel-Kontraktionsmechanismus und sie konnten das die Muskelkontraktion regulierende Protein Tropomyosin lokalisieren. Sie wurde 1966 Professorin für Biologie an der University of London und war von 1970 bis 1973 als Nachfolgerin von Randall Direktorin der Abteilung für Muskel-Biophysik am King’s College London.
Während ihrer Arbeit am Massachusetts Institute of Technology entdeckte sie 1954 zusammen mit Hugh Huxley den Bewegungsmechanismus von Muskelfasern, der als „Sliding Filament Theory“ bekannt wurde. Dies war eine bahnbrechende Forschung in der Muskelphysiologie, und die BBC gab ihr am 50. Jahrestag der Entdeckung den Spitznamen Mrs Muscle.
Ihre Arbeit hat zu einem Verständnis dafür geführt, wie Sportler schneller laufen und eine größere Ausdauer entwickeln können, und den Weg für die nächste Generation der Forschung zur Schaffung künstlicher Muskeln geebnet.

## Sliding Filament Theory

Sliding Filament Theory: Der Prozess findet während der Bildung einer Querbrücke zwischen dem Myosinkopf und dem an der Aktin-Bindungsstelle exponierten Troponin statt. ADP + P verbindet den Myosinkopf mit dem Troponin

In der Ausgabe der Zeitschrift Nature vom 22. Mai 1954 wurden unter dem gemeinsamen Thema „Strukturelle Veränderungen im Muskel während der Kontraktion“ zwei Arbeiten veröffentlicht, die unabhängig voneinander den „Gleitfadenmechanismus“ der Muskelkontraktion vorschlugen: eine von Hanson und Huxley und die andere von Andrew Huxley und Rolf Niedergerke. Obwohl ihre Schlussfolgerungen grundsätzlich ähnlich waren, waren ihre zugrunde liegenden experimentellen Daten und Aussagen unterschiedlich.

### Huxley-Hanson-Hypothese
Die Veröffentlichung von Huxley und Hanson trägt den Titel Changes in the Cross-Striations of Muscle during Contraction and Stretch and their Structural Interpretation (Änderungen in den Querstreifen des Muskels während der Kontraktion und Dehnung und ihre strukturelle Interpretation) und basierte auf der Untersuchung von Kaninchenmuskeln unter Verwendung von Phasenkontrast und Elektronenmikroskopen. Ihnen zufolge sind das Rückgrat einer Muskelfaser Aktinfilamente, die sich von der Z-Linie bis zu einem Ende der H-Zone erstrecken, wo sie an einer elastischen Komponente befestigt sind, die sie S-Filament nennen. Die mögliche treibende Kraft der Kontraktion sind die Aktin-Myosin-Bindungen, die von der ATP-Hydrolyse durch das Myosin abhängen.
Als Hanson im September 1954 auf den Symposien der Society for Experimental Biology in Leeds sprach, standen William Astbury und andere Physiker dem Konzept der gerichteten Bewegung von Filamenten ablehnend gegenüber. Selbst in den frühen 1960er Jahren, als in Pittsburgh ein Symposium über Biomakromoleküle stattfand, lehnten die meisten physikalischen Chemiker, einschließlich Paul Flory, die Richtung der Filamentbewegung ab. Hanson erklärte: I know I cannot explain the mechanism yet, but the sliding is a fact.
Hanso starb im Alter von 53 Jahren an einer akuten Meningokokken-Infektion.

## Ehrungen
- 1967: Fellow der Royal Society

## Veröffentlichungen (Auswahl)
- The Blood-system in the Serpulimorpha (Annelida, Polychaeta). II. The Anatomy of the Blood-system in the Sabellidae, and Comparison of Sabellidae and Serpulidae. In: Quarterly Journal of Microscopical Science, 1950, 91 (4), S. 369–378.
- Beobachtungen an der Zweigkrone der Serpulidae (Annelida, Polychaeta). In: Zeitschrift für Zellwissenschaft, 1949, S. 221–233.